# Естер Експосіто
Естер Експосіто (ісп. Ester Exposito, нар.. 26 січня 2000, Мадрид, Іспанія) — іспанська актриса, що здобула велику популярність після ролі Карли Розон Калеруега в телесеріалі «Еліта».

## Біографія
З юних років Естер захоплювалася кінематографією. Сама Естер мало розповідає в інтерв'ю про свою родину, однак актриса згадувала, що її батьки — забезпечені люди.
Вперше Естер з'явилася на екранах в 2015 році, зігравши роль в телесеріалі «Візаві». Також була епізодична роль у серіалі «Я живий» (2017) і зйомки повнометражної драмі «Коли ангели сплять» (2018). У 2019 році, паралельно зі зйомками в «Еліті», дівчина працювала над іншим проєктом — серіалом «Полювання. Монте-Perdido».
Також Естер пробує себе у модельному бізнесі. Актриса позувала для InStyle Spain (липень 2020), Glamour Mexico (липень 2020), для обкладинки Cosmopolitan (травень 2020 / № 356). У 2020 році дівчина стала амбасадором ювелірного бренду Bulgari.
За свою кар'єру актриса вже отримала гонорарів на приблизну суму 500 000 доларів США. Крім того, Естер змогла обігнати найпопулярнішу іспанську знаменитість в Instagram — Джорджину Родрігес, кохану Кріштіану Роналду. У Джорджіни наприкінці січня 2021 року налічувалося 23,3 млн підписників, а у Естер — 26,5 млн мільйонів.

## Особисте життя
На зйомках Естер Експосіто познайомилася з актором Альваро Ріко. Він зіграв одного з центральних персонажів серіалу «Еліта» — Леопольдо «Поло» Бенавента Вільяда. Вже при зйомках першого сезону Естер та Альваро почали зустрічатися. Їхні стосунки тривали півтора року: з 2018 по 2019 роки. У листопаді 2019-го пара розійшлася, але Естер і Альваро залишилися друзями.
Тепер Естер Експосіто зустрічається з мексиканським актором Алехандро Спейцером.

## Фільмографія
| Рік            |    | Українська назва          | Оригінальна назва          | Роль                   |
| -------------- | -- | ------------------------- | -------------------------- | ---------------------- |
| 2015 — дотепер | с  | Медичний центр            | Centro médico              | Роза Мартін            |
| 2016           | кф | Прости нас, Господи       | Que Dios nos perdone       | Чика                   |
| 2015 — 2019    | с  | Візаві                    | Vis a vis                  | Дочка Фернандо         |
| 2017 — дотепер | с  | Я живий                   | Estoy vivo                 | Рут                    |
| 2018           | кф | Коли ангели сплять        | Cuando los ángeles duermen | Сільвія                |
| 2018           | кф | Твій син                  | Tu hijo                    | Андреа                 |
| 2019 — 2020    | с  | Полювання в Монте-Пердідо | La caza.Monteperdido       | Лючія Кастав           |
| 2018 —2020     | с  | Еліта                     | Élite                      | Карла Розонов Калергуа |
| 2020 — дотепер | с  | Veneno                    | Veneno                     | Мачус Осінага          |
| 2020 — дотепер | с  | Хтось повинен померти     | Alguien tiene que morir    | Кайетана               |